# Daily Paper
Daily Paper is een Nederlands kledingmerk, opgericht in 2012 door Hussein Suleiman, Abderrahmane Trabsini en Jefferson Osei. Het merk is ontstaan uit een blog over streetwear en heeft zich ontwikkeld tot één van de meest prominente streetwear-merken in Nederland en daarbuiten.

## Geschiedenis
Daily Paper werd in 2009 opgericht door drie jeugdvrienden: Jefferson Osei, Hussein Suleiman en Abderrahmane Trabsini. Het begon niet als modemerk, maar als blog over onderwerpen als muziek, fashion en cultuur. Deze blog groeide al snel uit tot een platform waar het trio hun diverse interesses en inspiraties deelde. Om de blog te promoten, lieten ze T-shirts met het logo bedrukken. Deze T-shirts werden zo populair, zorgde ervoor dat ze de modewereld verder gingen verkennen. Vanaf 2012 ging het merk verder als modemerk.
In 2016 opende het merk de eerste winkel, aan de Bilderdijkstraat in Amsterdam Oud-West. Hierbij lag het accent nog op herenkleding. In dit jaar sloot Rodney Lam zich ook bij het team aan, in eerste instantie als investeerder, maar vanaf december 2016 leidde hij de dagelijkse werkzaamheden als CEO van het bedrijf.
In 2020 maakte Daily Paper een grote groei door. Er werden samenwerkingen opgezet met onder andere het Van Gogh Museum. Daarna zocht Daily Paper de internationale markt op. Het bedrijf opende winkels in Londen en New York.
Het bedrijf heeft een sterke band met de Afrikaanse cultuur, wat tot uiting komt in de ontwerpen. Zo werden T-shirts ontworpen met Afrikaanse prints en kleurenpaletten. Het bedrijf heeft samengewerkt met verschillende grote namen, waaronder het voetbalteam Ajax. Het bedrijf ontwierp ook kleding voor zangeres Beyoncé, haar dansers en crew tijdens haar Renaissance-tournee.

## Filosofie en impact
Daily Paper streeft ernaar een positieve impact op de wereld te hebben. Zo werkte het samen met een Somalische stichting, Elman Peace, en legde het met Puma een voetbalveld aan op het terrein van de Accra Senior Girls School in Ghana. Het bedrijf wil daarnaast een positief beeld van Afrika en de Afrikaanse cultuur bevorderen. Het probeert dit te bereiken door middel van de ontwerpen en door samen te werken met lokale talenten in Afrika.

## Logo
Bekende iconografie rondom het merk is het logo. Een schild met twee kruisende speren, geïnspireerd op een  Afrikaans Masai-schild. Het logo is ontworpen door Lettergram, een studio gevestigd in Milaan en New York.

## Documentaireserie
In 2022 werden de oprichters en de rest van het bedrijf een jaar lang gevolgd voor een documentaireserie. De documentaire, Against All Odds: The Daily Paper Story, ging op 15 juni 2023 in première op Amazon Prime. De serie werd door recensenten positief ontvangen.